# روبرت س. كلارك
روبرت س. كلارك (بالإنجليزية: Robert C. Clark)‏ هو محامي وكاتب أمريكي، ولد في 1944 في نيو أورلينز في الولايات المتحدة.

## وصلات خارجية
- روبرت س. كلارك على موقع إن إن دي بي (الإنجليزية)